# Вечнозелёные растения

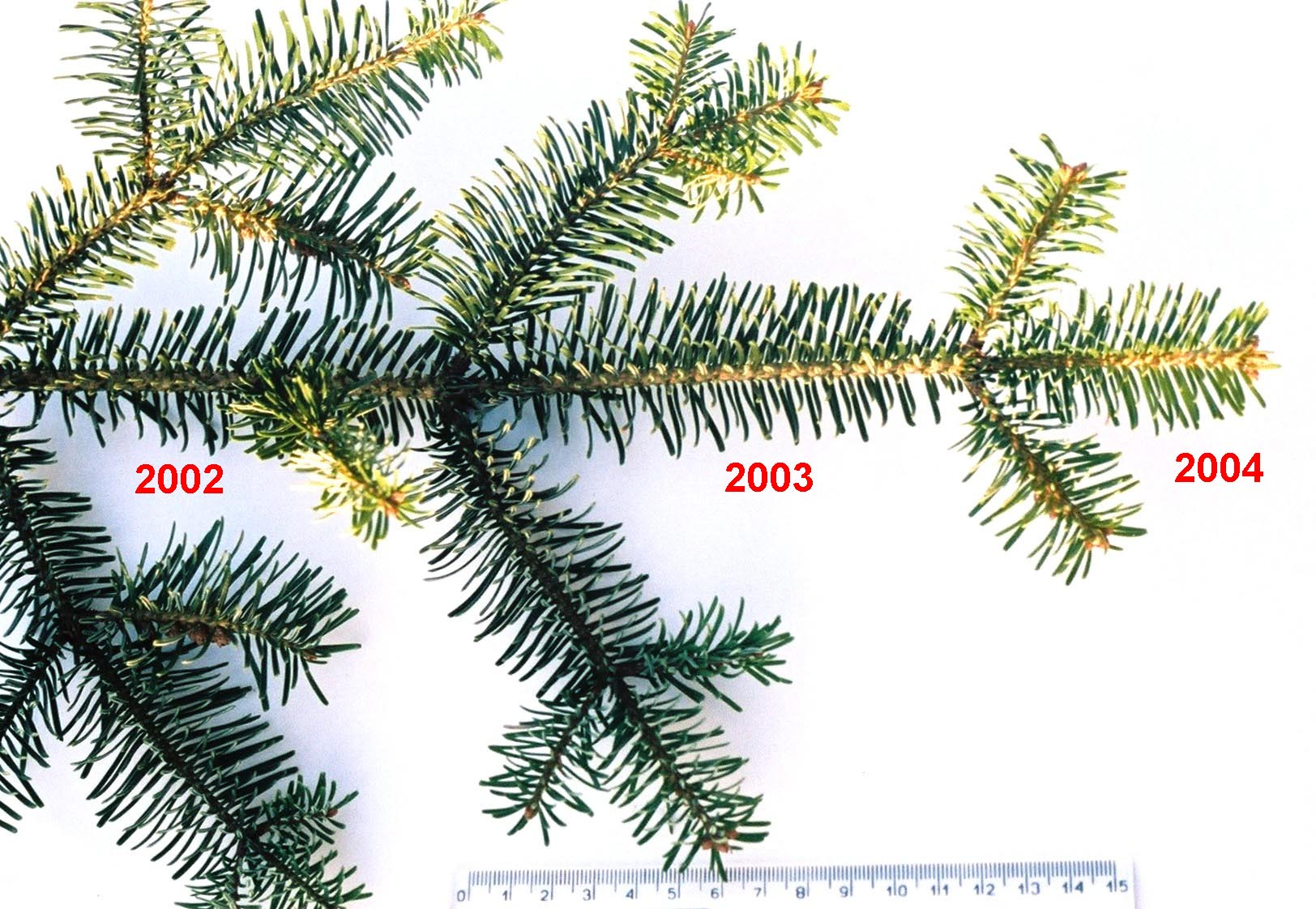
Побег пихты белой показывает листья трёх лет подряд

Вечнозелёные растения — растения, листва которых сохраняется в течение всего года, а каждый лист сохраняется на растении более 12 месяцев. В противоположность вечнозелёным, существуют листопадные растения, чья листва опадает в определённое время года в связи с холодным либо засушливым климатом; есть также полулистопадные растения, чья листва опадает в связи с неблагоприятными погодными условиями.
Сохранение листа на вечнозелёных растениях сильно варьирует: у одних растений они опадают чуть более чем через год и сразу заменяются новыми; у других они держатся много лет, однако лишь у немногих видов листья не опадают более 5 лет. Рекорд сохранения одних и тех же листьев принадлежит сосне остистой (сосне долговечной, Pinus longaeva) — её хвоинки держатся до 45 лет. Ещё одним особенным видом растений является вельвичия удивительная (Welwitschia mirabilis) — африканское голосеменное растение, у которого только два листа, которые растут постоянно в течение всей жизни растения, но при этом постепенно стираются на конце, в результате чего одна листовая ткань сохраняется в течение 20—40 лет.
Большинство растений влажных тропических лесов являются вечнозелёными, так как в этих лесах отсутствуют оба фактора, побуждающие растения к листопадности — холод и засуха. Растения на территориях с более прохладным или засушливым климатом могут быть как листопадными, так и вечнозелёными. При низких температурах только относительно небольшое количество видов, в основном хвойные растения, остаются вечнозелёными.
Вечнозелёные растения в неблагоприятных климатических условиях имеют другие признаки адаптации к низкому содержанию питательных веществ. Листопадные растения уменьшают потребность в питательных веществах с опаданием листвы, и в зимнее время все необходимые нутриенты получают из земли, в том числе и для воспроизводства новых листьев. Когда имеется доступ лишь к малому количеству питательных веществ, вечнозелёные растения имеют преимущество, даже при том, что их листья и иглы должны быть в состоянии противостоять засухе или холоду, и таким образом менее эффективны при фотосинтезе. В тайге или лесотундре у вечнозелёных растений также есть преимущество, так как земля достаточно холодная для быстрого распада органических веществ.
В умеренном климате опавшая листва или хвоя вечнозелёных растений имеет более высокое содержание углеродистого азота по сравнению с листопадными деревьями, таким образом она вносит свой вклад в более высокую кислотность почвы и более низкое содержание азота почвы. Такие условия способствуют росту вечнозелёных растений и наоборот, препятствуют развитию листопадных.